# Sandra Brunetti
Sandra Brunetti (Roma, 11 gennaio 1925 – Firenze, 23 gennaio 2017) è stata una pittrice italiana.

## Biografia
Nata da genitori emiliani, ha un'infanzia difficile per la precoce perdita della madre, Giulia Bentivoglio, pittrice. Negli anni giovanili, durante un lungo soggiorno in Giappone, dove il padre si trasferisce per lavoro insieme alla nuova moglie, apprende la tecnica dell'acquerello giapponese. Al rientro in Italia studia a Roma al liceo artistico e inizia a disegnare e dipingere.  Si iscrive alla facoltà di architettura ma abbandona presto gli studi per dedicarsi soltanto al disegno e alla pittura. Nel 1960 si trasferisce a Firenze stabilendo la sua abitazione e lo studio in Via Guido Banti, dove progetta e realizza i suoi mobili; ama anche completare i dipinti con cornici intagliate e decorate, a cui affidare in simbiosi richiami simbolici ai soggetti ritratti. Autrice di molti dipinti (fra i quali molti ritratti), disegni e schizzi a penna e matita, insegna per lungo tempo educazione artistica alla scuola media Agnolo Poliziano di Firenze. Isolata in un suo mondo interiore di grande spessore, nonostante gravi problemi con la vista, continua a dipingere fino a quando si spenge nella sua casa fiorentina a 92 anni.

## Attività
Nella sua prima mostra a Palazzo Orsini a Roma espone una serie di ritratti e paesaggi giapponesi che saranno tutti venduti. Sotto la guida di maestri come Pietro Valente, Giuseppe Capogrossi, Pericle Fazzini, Marino Mazzacurati, Domenico Purificato si avvia ad una ricca produzione artistica. Sia pure con un carattere schivo, dimostra presto interesse per l'autodeterminazione della donna e una ostilità verso la mentalità maschilista.
Manifesta nelle sue opere una forte inscindibile passione per musica e pittura (dipinge ascoltando musica classica).  È soprattutto al violino che dedica il suo interesse, studiandolo in età matura. La passione per la musica già agli esordi degli anni Settanta l’aveva condotta a fermare in rapidi schizzi, nel corso di memorabili concerti, i gesti e l’impeto emozionale, corrispondente al suo, dei direttori d’orchestra e dei solisti.  Ammirando moltissimo la violinista francese Ginette Neveu, scomparsa trentenne in un disastro aereo insieme al fratello (anch’egli musicista), le rende omaggio con ritratti e con dipinti in cui figurano spesso violini.
Partecipa all'iniziativa Incontri con gli artisti, nata in seno all'Associazione Amici dei Musei e dei Monumenti Fiorentini, insieme a Enzo Faraoni, Riccardo Guarneri, Marcello Guasti, Marcello Tommasi e Piero Vignozzi, che aprono i propri studi per sollecitare l'opinione pubblica ad una maggiore attenzione verso l'arte contemporanea.

## Stile pittorico
La sua espressività artistica matura rivelandosi in una pittura figurativa personale. Nei soggetti si combinano riflessioni sul fare degli antichi maestri, nei quali cerca una guida, ma mai un confronto. Riesce a mantenere una autonomia di linguaggio, portando sempre al centro della sua arte i valori di forma, di colore, di plasticità, con una ricerca rigorosa di spiritualità.
La disposizione al disegno a lungo studiato, incoraggiata da Giorgio De Chirico, a cui dedica un ritratto, la spinge ad eseguire molti ritratti di amici, politici, uomini e donne di cultura, raffigurati dall'artista nel loro valore intrinseco e scelti solo se in presenza di una empatia con la persona ritratta.  Fra i personaggi dei suoi ritratti figurano Piero Bargellini, Primo Conti, Sarah Churchill, Donatella Dini, Nicola Lisi, Wilma Michaud, Raffaele Monti, Hildegard von Münchhausen, Giovanni Papini, Bruno Rosai, Alberto Savinio, Sergio Scatizzi, Vittorio Sgarbi, Maria Antonietta Sicuteri, Marcello Vannucci.
È nel panorama dell'arte figurativa del Novecento in Toscana che si inserisce la sua vastissima produzione, che spazia da ritratti e autoritratti, soggetti paesaggistici, strumenti musicali, nature morte, fiori
, allegorie, spesso con un pensiero che va da Carpaccio a Bronzino, a Botticelli, a Raffaello fino a Antonio Donghi.
Le sue opere, molte delle quali impreziosite da cornici costruite da lei stessa, sono caratterizzate da una cura particolare per la qualità dei materiali usati, colori, vernici, tavole, e sono corredate da indicazioni, scritte in piccoli rotoli posti nel retro dei quadri, dove figurano raccomandazioni per futuri restauri. Numerosi sono gli appunti dell'artista raccolti in taccuini in cui è presentata la storia della creazione delle sue opere.
I suoi dipinti si trovano, oltre che in collezioni private in Italia e all'estero, nella chiesa di Santa Maria Novella di Firenze, nel chiostro di San Domenico di Fiesole, nel convento di San Domenico di Pistoia, nella collezione della Volksbank di Magonza, nella collezione della Banca Toscana, nella Cattedrale di Llyalpur in Pakistan, nella Cappella della Clinica delle suore domenicane di Colonia, nella Pinacoteca comunale di San Giovanni Valdarno, nell'Archivio storico comunale di Modena, nella Chiesa di San Gabriele Arcangelo di Roma, nel Conservatorio superiore di musica di Parigi, nel Centro Studi Cattolici di Firenze. Un suo autoritratto, a lei richiesto per la Collezione degli autoritratti degli Uffizi e il ritratto a Marco Guerra si trovano nelle riserve della Galleria d’arte moderna a Palazzo Pitti.

## Opere principali
- Fiori d'estate, 1970, Olio su tavola, Collezione privata, Firenze.
- Ludovicus Magnus , 1970, Olio su tavola, Collezione privata, Firenze.
- Autoritratto a mezzo busto con bombetta, 1972, Olio su tavola, Collezione privata, Firenze.
- Caccia in laguna, 1978, Olio su tavola, Collezione dell'artista, Firenze.
- Il pappo di Artimino, 1978, Olio su tavola, Collezione privata, Firenze.
- Autoritratto 1979, Olio su tavola, Galleria d'arte moderna di Palazzo Pitti, Firenze.
- Il Botticelli, 1979, Olio su tavola, Collezione privata, Firenze.
- Ritratto di Patrizia Pietrabissa, 1979, Olio su tavola, Collezione privata, Firenze.
- Ritratto di Sergio Scatizzi, 1980, Olio su tavola, Collezione privata, Firenze.
- Ritratto di Marcello Vannucci, 1980, Olio su tavola, Collezione privata, Firenze.
- La ricottina, 1980, Olio su tavola, Collezione privata, Firenze.
- Narciso con garofano bianco, 1981, Olio su tavola, Collezione privata, Firenze.
- Autoritratto nella 'Vocazione di San Matteo' di Caravaggio, 1982, Olio su tavola, Collezione privata, Firenze.
- Santa Rita, 1982, Olio su tavola, Chiesa di S. Maria Novella, Sagrestia, Firenze.
- Guanti bianchi, 1983, Olio su tavola, Collezione privata, Firenze.
- L'attesa, 1983, Tempera su tavola, Collezione privata, Firenze.
- Maria, madre della Chiesa, 1983. Kloster der Dominikanerinnen, Rickenbach (Lucerna).
- Natura morta in rosso, 1983, Olio su tavola, Collezione privata, Firenze.
- Ritratto di Mauro Collini, 1986, Olio su tavola, Collezione privata, Sesto Fiorentino.
- Ritratto di Mario Lampesti, 1986, Olio su tavola, Collezione privata, Firenze.
- Ritratto di Raffaello Bini, 1987, Olio su tavola, Collezione privata, Firenze.
- Ritratto di Cecile Le Roy, 1987, Olio su tavola, Collezione privata, Firenze.
- Ritratto di Jean Thomas Sauerwein, 1987, Olio su tavola, Collezione privata, Firenze.
- Ritratto della mamma di Sergio Scatizzi, 1987, Olio su tavola, Collezione privata, Montecatini Terme.
- La pace dell'amor sacro, 1989.  Olio su tavola, Collezione privata, Firenze.
- Ritratto di Emanuela Caselli, 1990, Olio su tavola, Collezione privata, Firenze.
- Ritratto di Stella Sala, 1990, Olio su tavola, Collezione privata, Firenze.
- San Domenico, 1992, Olio su tavola, Chiesa di S. Maria Novella, Sagrestia, Firenze.
- Tebaide verticale, 1992, Olio su tavola, Collezione privata, Firenze..
- Tempo di pace, 1992, Olio su tavola, Collezione privata, Firenze.
- Ultimi flosculi, 1992, Olio su tavola, Collezione dell'artista, Firenze.
- Vaso con ranuncoli, 1992, Olio su tavola, Collezione privata, Firenze.
- Diatheke, 1993, Olio su tavola, Collezione privata, Firenze.
- Eva, 1993, Olio su tavola, Collezione privata, Roma.
- In laude, 1994, Olio su tavola, Collezione privata, Roma.
- Ritratto di Alberto Bruschi, 1995, Olio su tavola, Collezione Alberto Bruschi, Firenze.
- Ritratto di Enrica Piccolomini, 1995, Olio su tavola, Collezione privata, Firenze.
- Bacchino con frutta fresca, 1996, Olio su tavola, Collezione privata, Firenze.
- Ritratto di Giuseppe Savino, 1996, Olio su tavola, Collezione privata, Firenze.
- Ritratto di Lamberto Dini, 1997, Olio su tavola, Collezione privata, Roma.
- La finestrina, 1998, Olio su tavola, Collezione privata, Firenze.
- Il fascino della musica, 2000, Olio su tavola, Collezione privata, Firenze.
- Ritratto di Ginette Neveu a 30 anni, 2000 , Olio su tavola, Collezione privata, Firenze.
- Violino in mare, 2001, Olio su tavola, Collezione privata, Sesto Fiorentino.

## Esposizioni

### Mostre personali
- Alexandra Brunetti. Disegni nipponici, Società Amici del Giappone, Palazzo Orsini, Roma, 1942
- Galleria d'arte Spinetti, Firenze, 1963
- Bottega d'arte Sant'Ambroeus, Milano, 1969-1970
- Galleria Accademia, Torino, 1970
- Galleria d'Arte Moderna il Mirteto, Firenze, 1972
- Galleria Accademia, Torino, 1973
- Sandra Brunetti. Ritratti e appunti di teatro, Galleria d'Arte Moderna il Mirteto, Firenze, 1976
- Sandra Brunetti. Dipinti e gouaches, Galleria d'Arte Moderna il Mirteto, Firenze, 1977
- Sandra Brunetti. Olii. Galleria d'Arte Moderna il Mirteto, Firenze, 1978
- Galleria Michaud, Firenze, 1980
- Galleria La Bussola, Firenze, 1981
- Galleria Il Pozzo, Prato, La Bussola, Firenze, 1981
- Galleria dello Scudo, Verona, 1982
- Galleria Michaud, Firenze, 1982
- Casa d'arte La Gradiva, Roma, 1985
- Galleria Luigi Bellini, Firenze, 1987
- Sandra Brunetti. Ipotesi di Pace, Galleria Alberto Bruschi, Loggia Rucellai, Firenze, 1995
- Sandra Brunetti. Studio d'arte club 2, Roma, 1995
- Sandra Brunetti. Opere del 1999 e 2000. Omaggio a Ginette Neveu. 1910-1949, Leggenda del violino, Firenze, Galleria Michaud Arte Eventi, 3-30 marzo 2001
- Sandra Brunetti. Fiori. Officina Profumo-Farmaceutica di Santa Maria Novella, Firenze, 1-12 ottobre 2002
- Sandra Brunetti. Ritratti nel tempo. Oggi e ieri, Museo Marino Marini, Firenze 5 dicembre 2009 - 9 gennaio 2010.[9]

### Mostre collettive
- Perché non si dimentichi. 4 novembre 1966, Galleria d'arte e centro di cultura Lo Sprone, Firenze, 1967
- Seconda Mostra annuale collettiva nazionale d'Arte Sacra per la casa, Galleria Sala d'Arte 14, Piacenza, 1967
- Collettiva a cura di Ines Mauri Badà, Galleria Giosi, Roma, 1968
- Grafica. Galleria palazzo Doria, Genova, Premio nazionale della grafica S. Michele d'oro, 1971 (vincitrice di medaglia aurea e menzione speciale)
- Grafica, Galleria Accademia, Torino, 1971
- Mostra del ritratto, Galleria d'arte di Palazzo Doria, 1974
- Mostra internazionale d'arte, Galleria Michaud, Basilea, 1981
- Art Expo N.Y., Galleria Michaud, new York, 1982
- 1771. Giacomo Casanova in Toscana. Come lo immaginereste?, Galleria Michaud, Firenze, 1983
- Premio letterario Castiglioncello, Castiglioncello, Castello Pasquini, 1986
- Castello Estense, Casalecchio sul Reno, 19891
- Omaggio a Ghirlandaio, Istituto degli Innocenti, Firenze, 1994
- Incontri con gli artisti, Amici dei Musei Fiorentini, Firenze, 21 novembre 2005
- Percorsi della pittura figurativa del Novecento fra la Toscana e Firenze, Strozzina, Firenze, 2005
- Autoritratte. "Artiste di capriccioso e destrissimo ingegno, Galleria degli Uffizi, 17 dicembre 2010-30 gennaio 2011